# August Kammer
August Kammer (né le 3 juin 1912 à New York et mort le 21 février 1996 à Hobe Sound) est un joueur américain de hockey sur glace. Lors des Jeux olympiques d'hiver de 1936 disputés à Garmisch-Partenkirchen il remporte la médaille de bronze.

## Palmarès
- Médaille de bronze aux Jeux olympiques de Garmisch-Partenkirchen en 1936